# Пліндращий Роман Анатолійович
Рома́н Анато́лійович Пліндра́щий — лейтенант СБУ.

## Нагороди
За особисту мужність і героїзм, виявлені у захисті державного суверенітету та територіальної цілісності України, вірність військовій присязі під час бойових дій та при виконанні службових обов'язків, відзначений — нагороджений
- 13 серпня 2015 року — орденом «За мужність» ІІІ ступеня.